# Зоран Батровић
Зоран Батровић (Титоград, 4. фебруар 1958) бивши је југословенски фудбалер.

## Каријера
Поникао је у фудбалском клубу Зета из Голубоваца. Затим је играо за никшићку Сутјеску, Бокељ и Јединство из Бијелог Поља одакле је у лето 1979. прешао у подгоричку Будућност. За Будућност је наступао све до 1983. када је стигао велики број понуда за њега. Изабрао је Приштину за своју следећу дестинацију. У редовима тада новог прволигаша играо је у тандему прво са Фадиљем Вокријем, а касније и са Владиславом Ђукићем.
На 97 првенствених дуела постигао је 36 голова који су му били одскочна даска за одлазак у Партизан (1988-89), па се у пакету са Владиславом Ђукићем придружио црно-белима за које је на 38 првенствених мечева постигао 12 голова.
Кратак период боравио у иностранству, у тада шпанском друголигашу Депортиво ла Коруња, вратио се у земљу и наступао за бањалучки Борац и будвански Могрен.
За репрезентацију Југославије играо је само на једном мечу, 12. септембра 1984. против Шкотске у Глазгову (резултат 1:6). Након играчке каријере, посветио се тренерском послу. Његов син Вељко је такође фудбалер.

## Успеси
- Партизан
  - Куп Југославије: 1989.